# Campeonato Europeu Júnior de Natação
O Campeonato Europeu Júnior de Natação é uma competição anual de natação para nadadores europeus organizada pela Liga Europeia de Natação (LEN), sendo realizado ao longo de cinco dias.  Até 2015 a idade dos competidores era de 15 a 16 anos para mulheres e de 17 a 18 anos para homens.  A partir da edição de 2016 a idade ficou de 14 a 17 para mulheres e de 15 a 18 para homens. 

## Edições
| Ano  | Edição | Local                | Data                              |
| ---- | ------ | -------------------- | --------------------------------- |
| 1967 | 1º     | Linköping            | 13 - 15 de agosto                 |
| 1969 | 2º     | Viena                | 15 - 17 de agosto                 |
| 1971 | 3º     | Roterdão             | 12 - 15 de agosto                 |
| 1973 | 4º     | Leeds                | 8 - 11 de agosto                  |
| 1975 | 5º     | Genebra              | 7 - 10 de agosto                  |
| 1976 | 6º     | Oslo                 | 5 - 8 de agosto                   |
| 1978 | 7º     | Florença             | 27 - 30 de julho                  |
| 1980 | 8º     | Skövde               | 7 - 10 de agosto                  |
| 1982 | 9º     | Innsbruck            | 26 - 29 de agosto                 |
| 1983 | 10º    | Mulhouse             | 5 - 8 de agosto                   |
| 1984 | 11º    | Luxemburgo           | 26 - 29 de julho                  |
| 1985 | 12º    | Genebra              | 25 - 28 de julho                  |
| 1986 | 13º    | Berlim Ocidental     | 25 - 27 de julho                  |
| 1987 | 14º    | Roma                 | 23 - 26 de julho                  |
| 1988 | 15º    | Amersfoort           | 28 - 31 de julho                  |
| 1989 | 16º    | Leeds                | 28 - 30 de julho                  |
| 1990 | 17º    | Frankfurt Dunquerque | 19 - 22 de julho 26 - 29 de julho |
| 1991 | 18º    | Antuérpia/Brasschaat | 1 - 4 de agosto                   |
| 1992 | 19º    | Leeds                | 13 - 16 de agosto                 |
| 1993 | 20º    | Istambul             | 8 - 11 de julho                   |
| 1994 | 21º    | Pardubice            | 4 - 7 de agosto                   |
| 1995 | 22º    | Genebra              | 19 - 22 de julho                  |
| 1996 | 23º    | Copenhaga            | 8 - 11 de agosto                  |
| 1997 | 24º    | Edimburgo/Glasgow    | 31 de julho - 3 de agosto         |
| 1998 | 25º    | Antuérpia/Brasschaat | 30 de julho - 2 de agosto         |
| 1999 | 26º    | Moscou Aachen        | 14 - 17 de julho 6 - 9 de agosto  |

| Ano    | Edição | Local                 | Data                                       |
| ------ | ------ | --------------------- | ------------------------------------------ |
| 2000   | 27º    | Dunquerque Istambul   | 27 - 31 de julho                           |
| 2001   | 28º    | Valeta                | 5 - 12 de julho                            |
| 2002   | 29º    | Linz Genebra          | 11 - 14 de julho                           |
| 2003   | 30º    | Edimburgo/Glasgow     | 30 de julho - 3 de agosto                  |
| 2004   | 31º    | Aachen Lisboa         | 14 - 18 de julho                           |
| 2005   | 32º    | Budapeste Elektrostal | 14 - 17 de julho 10 - 14 de agosto         |
| 2006   | 33º    | Palma de Maiorca      | 1 - 9 de julho                             |
| 2007   | 34º    | Antuérpia Trieste     | 18 - 22 de julho 25 - 29 de julho          |
| 2008   | 35º    | Minsk Belgrado        | 25 - 29 de junho 30 de julho - 3 de agosto |
| 2009   | 36º    | Budapeste Praga       | 1 - 5 de julho 8 - 12 de julho             |
| 2010   | 37º    | Helsínquia/Tampere    | 7 - 18 de julho                            |
| 2011   | 38º    | Belgrado              | 29 de junho - 3 de julho 6 - 10 de julho   |
| 2012   | 39º    | Antuérpia             | 4 - 8 de julho                             |
| 2013   | 40º    | Posnânia              | 10 - 14 de julho                           |
| 2014   | 41º    | Dordrecht             | 9 - 13 de julho                            |
| 2015 * | 42º    | Bacu                  | 23 - 27 de junho                           |
| 2016   | 43º    | Hódmezővásárhely      | 6 - 10 de julho                            |
| 2017   | 44º    | Netanya               | 28 de junho - 2 de julho                   |
| 2018   | 45º    | Helsínquia            | 4 - 8 de julho                             |
| 2019   | 46º    | Cazã                  | 3 - 7 de julho                             |
| 2021   | 47º    | Roma                  | 6 - 11 de julho                            |

- Como o programa de esportes aquáticos dos Jogos Europeus de 2015.